# سلمان الدوسری
سلمان الدوسری (انگلیسی: Salman Al-Dosari؛ زادهٔ ۱۰ نوامبر ۱۹۶۳) یک ورزشکار اهل عربستان سعودی است.
از باشگاه‌هایی که در آن بازی کرده‌است می‌توان به تیم ملی فوتبال عربستان سعودی اشاره کرد.
وی همچنین در تیم ملی فوتبال عربستان سعودی بازی کرده است.